# Dean Mason
Dean Mason (Islington, Inglaterra; 28 de febrero de 1989) es un futbolista de Montserrat nacido en Inglaterra que juega en la posición de defensa y centrocampista.

## Carrera

### Club
| Periodo   | Club                             |
| --------- | -------------------------------- |
| 2007–2008 | Barnet FC                        |
| 2007–2008 | → Welwyn Garden City FC (cedido) |
| 2008–2009 | AFC Wimbledon                    |
| 2008–2009 | → Northwood FC (cedido)          |
| 2009      | Maidenhead United FC             |
| 2009      | → Leyton FC (cedido)             |
| 2010–2011 | Bishop's Stortford FC            |
| 2010      | → AFC Hayes (cedido)             |
| 2011      | Chesham United FC                |
| 2011      | Haringey Borough FC              |
| 2012      | Canvey Island FC                 |
| 2012–2013 | East Thurrock United FC          |
| 2013      | Canvey Island FC                 |
| 2013–2014 | Wingate & Finchley FC            |
| 2014      | Wealdstone FC                    |
| 2014      | Arlesey Town FC                  |
| 2014–2016 | Lowestoft Town FC                |
| 2016      | Concord Rangers FC               |
| 2016      | Cambridge City FC                |
| 2017–2018 | Ware FC                          |
| 2018      | Enfield Town FC                  |
| 2019      | Maidenhead United FC             |
| 2019      | Hayes & Yeading United FC        |
| 2019      | London Tigers FC                 |

### Selección nacional
Debutó con Montserrat en agosto de 2012 ante Martinica por la Copa del Caribe de 2012. Formó parte de la selección que logró su primera victoria desde que se unió a FIFA cuando vencío 7-0 a Islas Vírgenes Británicas.